# Гривест макак
Гривест макак (Macaca silenus), наричан още лъвски макак, лъвоопашат макак, макак силѐн, вандеру и уандеру, е примат от семейство Коткоподобни маймуни, разпространен в Индия.

## Разпространение
Видът е ендемичен за Индия. Разпространен е само в Западни Гхати на географска ширина южно от 8°25’N на север до 14°55’N. Ареалите на местообитание днес са твърде разпокъсани и се намират на територията на три щата: Карнатака, Керала и Тамил Наду.

## Описание
Козината на лъвския макак е тъмнокафява. Характерната отличителна характеристика е сребристо-бялата грива, която заобикаля главата от бузите до брадичка. При женските гривата е по-слабо изразена. Неокосмената част от лицето е с черен цвят. С размери от главата до опашката от 45 до 60 cm и с тегло от 3 до 10 kg той се нарежда сред по-малките макаци. Опашката е средно дълга с дължина от около 25 cm. Има черен кичур в края си, с което наподобява тази на лъва. Кичурът при мъжките е по-развит от този на женските.

## Поведение
Гривестите макаци са дневни животни, обитаващи тропическите гори. Представителите на вида са добри катерачи, които прекарват по-голямата част от живота си по дърветата. За разлика от други макаци, тези избягват хората. Груповото им поведение е много подобно на другите макаци. Живеят в йерархически групи, обикновено 10 - 20 животни, които се състоят от няколко мъжки и много женски. Това е териториално животно, което активно защитава своята област – със силни викове към нашественици, а ако това не помогне стават агресивни.

## Хранене
Като типични горски обитатели гривестите макаци са пригодени да се хранят с разнообразна храна, коят откриват. Те претърсват големи пространства денем като в мунюто им влизат различни плодове, семена, пъпки, насекоми и малки гръбначни животни. Представителите могат и да се адаптират към бързата промяна на околната среда в области от масивна селективен сеч чрез поведенчески промени и разширяване на избора на храни.

## Размножаване
Бременността е около шест месеца. Младите са кърмени в продължение на една година. Половата зрялост настъпва на около четири годишна възраст при женските и шест годишна при мъжките. Продължителността на живота в природата е приблизително 20 години, докато в плен до 30 години.

## Природозащитен статус
Видът е включен в приложение I на CITES и Приложение А на Регламент (ЕО) № 338/97.
Оценката за състоянието на вида предполага, че на свобода живеят по-малко от 4 хил. индивида обособени в 47 субпопулации в седем различни ареала. Отделните субпопулации са малки и обитават фрагментирани гори, отдалечени помежду си. От цялата популациа само около 2500 индивида са достигнали полова зрялост. Много зоологически градини участват в програми за развъждане, които помагат да се осигури оцеляването на този вид. Днес в зоопаркове се отглеждат над 300 индивида.